# José Montes de Torres
José Montes de Torres (Marchena, 25 de febrero de 1896-24 de agosto de 1936) fue un pintor y escultor español, hijo del abogado José Montes Conejero y de Trinidad Torres.

## Biografía
En su niñez coincidió en el colegio de jesuitas del Puerto de Santa María con Rafael Alberti entre 1909 y 1914, acabando su estudios de Bachillerato con brillante expediente.
Viaja a Madrid para continuar sus estudios superiores de Derecho y aprovecha para compaginar su interés artístico asistiendo a la Academia de pintura del profesor cordobés Ricardo Laovide, donde contacta con su paisano Lorenzo Coullaut Valera o personajes como Luis Fernández Clérigo en el ambiente tertuliano de principios de siglo XX.
A su vuelta a Marchena y pone un estudio en el trasero de su casa, y fomenta ese ambiente tertuliano-cultural haciendo amistad con el maestro Santos Ruano.
Será asesinado el 24 de agosto de 1936 en un pelotón de fusilamiento junto a los maestros de escuela locales como Santos Ruano, o un familiar de Antonio Machado, don Rosendo de la Peña y Risco entre otros.